# Боскер, Сандер
Са́ндер Бо́скер (нидерл. Sander Boschker, произношение [ˈsɑndər ˈbɔskər]; род. 20 октября 1970[…], Лихтенворде, Гелдерланд) — нидерландский футболист, вратарь; тренер.

## Биография

### Клубная карьера
Сандер Боскер начал свою футбольную карьеру в клубе «Лонга ’30», затем Сандер выступал за молодёжный состав клуба «Твенте». В 1989 году Боскер попал в основную команду «Твенте», его дебют состоялся 26 ноября 1989 года в матче против «Харлема», который завершился со счётом 2:2. Основным вратарём клуба Боскер стал лишь в 1993 году, и с тех пор Сандер оставался основным вратарём клуба вплоть до 2003 года, когда он перешёл в амстердамский «Аякс», к этому времени Сандер провёл за «Твенте» 367 матчей и стал обладателем в 2001 году Кубка Нидерландов.
Став игроком «Аякса», Сандер за весь сезон 2003/04 так и не сыграл ни одного матча, «Аякс» в том сезоне стал чемпионом Нидерландов.
В 2004 году Боскер вернулся в «Твенте» и вновь стал первым вратарём клуба, годом позже в 2005 году Сандер подписал новый контракт с клубом до 2009 года. В 2006 году Сандер стал обладателем Кубка Интертото.
В июне 2012 года Сандер продлил контракт с «Твенте» до 2013 года.

### Сборная Нидерландов
В 2007 году главный тренер сборной Нидерландов Марко ван Бастен включил 37-летнего Боскера в расширенный список кандидатов в сборную на чемпионат Европы 2008 года, но в итоге Сандер так и не попал на первенство Европы.
1 июня 2010 года 39-летний Боскер дебютировал в составе сборной Нидерландов в товарищеском матче со сборной Ганы в Роттердаме (4:1), выйдя в перерыве на замену Мишелу Ворму. Боскер стал самым возрастным дебютантом сборной Нидерландов и одновременно самым возрастным футболистом, выступавшим за «оранжевых» за всю историю.
Боскер был включён в заявку сборной Нидерландов на чемпионат мира 2010 года в ЮАР, где стал вторым по возрасту футболистом после английского вратаря Дэвида Джеймса (род. 1 августа 1970).

## Статистика

### Матчи Боскера за сборную Нидерландов
| Матчи Боскера за сборную Нидерландов | Матчи Боскера за сборную Нидерландов | Матчи Боскера за сборную Нидерландов | Матчи Боскера за сборную Нидерландов | Матчи Боскера за сборную Нидерландов | Матчи Боскера за сборную Нидерландов |
| ------------------------------------ | ------------------------------------ | ------------------------------------ | ------------------------------------ | ------------------------------------ | ------------------------------------ |
| №                                    | Дата                                 | Соперник                             | Счёт                                 | Пропущено голов                      | Соревнование                         |
| 1                                    | 1 июня 2010                          | Гана                                 | 4:1                                  | 1                                    | Товарищеский матч                    |

Итого: 1 матч / пропущен 1 гол; 1 победа, 0 ничьих, 0 поражений.

## Достижения
- Обладатель Кубка Нидерландов: 2001, 2011
- Чемпион Нидерландов: 2009/10
- Обладатель Кубка Интертото: 2005